# Terran
Ein Terran (von lateinisch terra ‚Erde‘) ist ein Krustenblock von regionaler Ausdehnung, der sich durch großtektonische Verschiebungen an einen anderen Kontinent angelagert hat, zu dem er einen unterschiedlichen geologischen Werdegang aufweist.
Das Konzept entstand aus Beobachtungen von David Lawrence Jones vom US Geological Survey in den 1970er Jahren in den westlichen Kordilleren Nordamerikas, wobei die ersten Beobachtungen in Alaska erfolgten (1972). Der Name stammte von William Porter Irwin, und 1977 benannte Jones eines der bekanntesten Terrane Wrangellia. Bis Anfang der 1980er Jahre verfestigte sich das Bild der nordamerikanischen Kordilleren als Ansammlung von Terranen an die Laurentia-Landmasse.

## Eigenschaften
Der Krustenbereich eines Terrans ist durch einheitliche Petrografie und eine ihn umschließende Linienstruktur von meist inaktiven geologischen Störungen gekennzeichnet. Ein Terran besitzt ein in sich geschlossenes geologisches Gesamtbild, das durch Stratigraphie, Fauna/Flora, Strukturen, Alter und Art der Metamorphose, magmatische Gesteine, Metallogenie, Paläomagnetik und geophysikalische Eigenschaften bestimmt wird. Es ist auf allen Seiten von Störungen oder Überschiebungen begrenzt, die Gesteine eines Subduktionsgrabens wie Mélangen oder Ophiolithe enthalten können. Es kann allein aus einer Deckeneinheit ohne Krustenwurzeln bestehen.

## Entstehung
Terrane finden sich vornehmlich innerhalb eines Gebirgsgürtels (Orogen) von aktiven Kontinentalrändern (Subduktionszonen) und unterscheiden sich durch ihre abweichende Lithologie bzw. Mineralparagenese von angrenzenden Bereichen. Man geht deshalb davon aus, dass es sich bei Terranen um allochthone (ortsfremde) Bruchstücke anderer Kontinente (Mikroplatten), Inselbögen oder Tiefseeberge handelt, die durch die plattentektonische Bewegung an einen neuen Kontinent angeschweißt wurden. Die Krustenteile werden nicht subduziert, sondern von ihrer Unterlage abgeschert und auf den Kontinent geschoben (obduziert). Am meerzugewandten Terranrand zeigt sich in solchen Fällen oft ein schmaler Saum obduzierten, also aufgeschobenen Meeresbodens. Bis zu seiner Akkretion kann ein Terran eine große Distanz zurücklegen.
Die nordamerikanischen Kordilleren bestehen zu einem großen Teil aus solchen exotischen Krustenblöcken, in den kanadischen Kordilleren bzw. Alaska wurden Terrane erstmals festgestellt und wissenschaftlich untersucht.

## Arten
Man unterscheidet
- zuwachsende Terrane (Akkretionsterrane) und
- gruppenbildende Superterrane (englisch composite terranes),

deren umgebende Gebiete durch unterschiedliche tektonische Entwicklung charakterisiert sind.
Weitere Unterscheidungsmöglichkeiten bestehen in der geologischen Geschichte von Terranen:
- Exotisches Terran: Driftete durch ein ozeanisches Becken und enthält ein geologisches Gesamtbild, das sich von der Region unterscheidet, an die das Terran akkretiert wurde. Diese Unterschiede können nicht durch Fazieswechsel erklärt werden. Beispiele sind Mikro-Kontinente und Inselbögen.
- Proximales Terran: Löste sich von einem Kontinentalrand und wurde an ihm entlang über mindestens 100 km verschoben. Die begrenzende Seitenverschiebungszone kann durch darauf folgende Kollision verändert sein (z. B. überdeckt durch Deckenkomplexe; rotiert während der Kollision; der ursprüngliche Bewegungssinn ist invertiert; die Seitenverschiebung hat sich teilweise in eine Auf- oder Überschiebung verwandelt). Ein proximales Terran kann ein geologisches Gesamtbild zeigen, das der Region ähnelt, neben die es versetzt wurde. Da das Ausmaß einer Verschiebung nur schwer fassbar ist, liegt im Erkennen proximaler Terrane ein besonderes Problem.

## Vorkommen
Bekannte Beispiele sind die Kanadische Kordillere, das ostsibirische Primorskij-Gebiet und kleinere Mikroplatten in West- und Mitteleuropa, wie das Hebriden-Terran.
Weite Teile Westeuropas bestehen aus Terranen, die während des Oberdevons und Unterkarbons am nördlichen Rand Gondwanas über Distanzen von 1000 bis 4000 km verschoben wurden. Diese Terrane wurden bei der Kollision von Gondwana mit Laurussia im Karbon an Laurussia angeschweißt, als der Superkontinent Pangaea entstand. Sie sind daher proximal in Bezug auf Gondwana (z. B. Nordwestafrika) und exotisch in Bezug auf Laurussia (z. B. Britische Inseln – Norddeutschland – Nord- und Ostpolen).